# Mono County
Mono County je okres ležící ve státu Kalifornie v USA. K roku 2010 zde žilo 14 202 obyvatel. Správním městem okresu je Bridgeport. Sousedí s okresy Douglas County (na severu, již Nevada), Lyon County (na severovýchodu, již Nevada), Mineral County (na východu, již Nevada), Esmeralda County (na jihovýchodu, již Nevada), Inyo County (na jihu), Madera County a Fresno County (na jihozápadu), Tuolumne County (na západu) a Alpine County (na severozápadu).